# Francisco Gaona
Francisco Paulo Gaona (Ypacaraí Central, Paraguay, 2 de abril de 1901 - Merlo, Buenos Aires, Argentina, 8 de marzo de 1980), fue un Maestro, Profesor, Periodista, Escritor, Activista Social, Militante Político, Gremialista, Sindicalista, Historiador. Conocido por su militancia en la lucha férrea por los derechos de los trabajadores. Fue Secretario General de la Asociación Ferroviaria, Subsecretario General de la Unión Obrera del Paraguay, Secretario General de la Confederación Nacional de Trabajadores, Secretario General de la Confederación de Trabajadores del Paraguay. Autor del libro llamado Introducción a la Historia Gremial y Social del Paraguay, editado en tres tomos y considerada, en el País, como la obra fundacional en este género. En la República Argentina también tuvo destacada actuación, entre otras cosas, organizó la primera huelga algodonera en el Territorio nacional del Chaco, hoy Provincia del Chaco, fue cofundador del Sindicato Único de Portuarios Argentinos (S.U.P.A.), hoy Sindicato Unidos Portuarios Argentinos, fue Secretario General del Sindicato Unión Personal Auxiliar de Casas Particulares (S.U.P.A.C.P.), hoy (U.P.A.C.P.).

## Biografía
Francisco Paulo Gaona, cuyo apellido correcto debería ser Caballero Gaona, nació en Ypacaraí, el martes 2 de abril de 1901, hijo de Fermín Gaona y de Casimira Guerrero. De niño fue llevado a Limpio, por su abuelo paterno, Don Ramón Caballero – héroe de la guerra de la Triple Alianza y nieto del comandante de Villa del Rosario, Don Juan Vicente Caballero de Añasco y Fernández de la Mora, diputado del primer congreso nacional e investido por la Real Academia de la Historia y por la Academia Paraguaya de la Historia como uno de los próceres firmantes de los autos de la independencia en junio de 1811 – para atender su educación. En el mencionado lugar inició sus estudios primarios. Prosiguió luego sus estudios secundarios en Asunción, hasta recibirse de maestro normal en la  "Escuela Normal del Paraguay"  en 1920. Posteriormente ingresó a la  "Escuela Normal de Profesores Presidente Franco"  donde obtuvo el título de profesor normal en 1924 y cursó la carrera de abogacía hasta el cuarto año, en la UNA, 1925-1929.
En su árbol genealógico, inclusive, se encuentran otros antepasados directos, tales como Domingo Martínez de Irala, Gonzalo de Mendoza, Martín Suárez de Toledo, Juan Torres de Vera y Aragón, Alonso Riquelme de Guzmán, Ruy Díaz de Guzmán, Antonio de Añazco, Juan Caballero de Bazán, Francisco de Sierra y Ron, Antonio Caballero de Añasco, Juan de Sanabria, nombrado como tercer Adelantado del Río de la Plata y del Paraguay, de su viuda, la excepcional y valiente Mencía Calderón, quien pasó a la historia como "La adelantada", convirtiéndose en la primera y única mujer que capitaneó una expedición marítima que cruzó el Océano Atlántico, trayendo mujeres que pertenecían a nobles familias españolas hacia la región del Río de la Plata y del Paraguay, más atrás – por ejemplo – del Rey Fernando III de Castilla, apodado el Santo.

### Inicios en el periodismo
Paralelamente a su actividad como docente, Francisco Gaona "publicó entre 1925 y 1928 artículos sobre la reforma de la educación pública y problemas agrarios en el matutino El Orden".

### Primeros contactos con la clase obrera y militancia
En 1919 fue designado maestro de los cursos sindicales en la Federación Obrera del Calzado de Asunción, allí dio sus primeras clases nocturnas junto al Poeta Antonio Ortiz Mayans. Participó en la redacción de los primeros manifiestos de la Federación, debido a su notable habilidad para la comunicación oral y escrita. Para ese tiempo logró sus primeros contactos con el gremio ferroviario, al que secundó activamente desde la prensa en su campaña en pro de la ley de jubilaciones y pensiones para los trabajadores de ese rubro. Desde el primer momento se rebeló contra el aumento de la pobreza, la exclusión y la creciente desigualdad social. En 1924 ante las paupérrimas, humillantes y oprobiosas condiciones de vida, Gaona junto a otros elementos jóvenes del magisterio, organizan la primera huelga docente en territorio Paraguayo. La huelga fracasa y a Gaona se le sustancia una causa judicial, en cuyo prontuario policial simplemente se lo denominaba como "agitador comunista" sin agregar los fundamentos de la huelga ni justificar tal imputación.
Fue redactor del periódico Bandera Roja, un periódico marxista, desde el cual abogó por los obreros y campesinos. Denunció – entre otras cosas – la explotación, la esclavitud y la miseria más espantosa, que afectaba a los olvidados trabajadores rurales, mensú. A través de su columna impulsó la campaña por la conquista de la tierra para el campesinado y la urgente mejora de las pésimas condiciones de vida y de trabajo en los obrajes.
Amparados por el sistema de dominación capitalista excluyente y predatorio, los gobiernos liberales conservadores, negaban sistemáticamente la cuestión social. Estaban decididos a mantener la Hegemonía cultural y a no permitir el resquebrajamiento de los métodos de control social, basados en una forma determinada de producción, apropiación y distribución del excedente económico, que obedecía a la dinámica del proceso de concentración de la economía y que le preservaba ingentes ganancias a la clase o Minoría dominante local,  subordinada al poder económico transnacional. Cuyo sostén se alimentaba de la desigual distribución de la riqueza, la explotación y el acaparamiento de oportunidades y cualquier intento de elevar una voz disonante a este modelo de acumulación, injusto de raíz, que engendraba la degradación, precarización y desgaste de los trabajadores, era motivo suficiente para incriminar a alguien bajo el mote de comunista y vincularlo como a todo reclamo reivindicatorio a la tentativa de criminalización de la protesta social, lo que daba argumento al armado de un arbitrario procedimiento judicial que podía terminar en un proceso judicial.
Su participación en la huelga docente y las denuncias sobre la opresión de los trabajadores, causan en su contra medidas disciplinarias que lo van alejando de la docencia y lo acercan definitivamente a la clase obrera.
En 1925, con un grupo de intelectuales de izquierda, organiza y dirige una escuela nocturna para los diferentes gremios. En esa época, durante el Gobierno del Dr. Eligio Ayala, fue nombrado a la cabeza del Departamento de Tierras y Colonización. Se afiliará al centro de motoristas navales y tendrá un prominente protagonismo en la Liga de Obreros Marítimos (LOM).
En 1926 se crean las condiciones para la formación de la Unión Obrera del Paraguay (UOP), central sindical reformista y de orientación socialista, aunque recién el 9 de mayo de 1927 quedará formalmente constituida y nucleará a la mayoría de los sindicatos del país, Gaona será elegido como subsecretario general. Su actuación defendiendo a los trabajadores, le valieron falsas acusaciones y persecuciones constantes. La nueva agrupación de sindicatos, articulará a los trabajadores de los ingenios azucareros, frigoríficos, transportes, agricultores, astilleros, campesinos, etc. En febrero y en agosto de 1927, la UOP, realiza 2 actos de protesta, donde Gaona discursará. El primero en favor de Eusebio Mañasco, organizador de los mensú, de la Provincia de Misiones, Argentina, apresado por los propietarios de los obrajes y yerbales y condenado por la Justicia Argentina a cadena perpetua. El Presidente Marcelo Torcuato de Alvear – por la presión social – lo indultará en julio de ese mismo año y el segundo, en favor de Sacco y Vanzetti. La UOP luego de la ejecución de ambos expresará mediante un telegrama, su solidaridad con la clase obrera estadounidense por el aberrante "error" procesal del sistema de justicia que buscaba alcanzar el fin de disciplinar socialmente.
Paraguay, país esencialmente agrícola-ganadero, arrastraba el mismo problema estructural que afectaba a la mayoría de los países de América Latina – el latifundio – 5 latifundistas entre particulares y sociedades anónimas extranjeras poseían más tierras que todos los habitantes del país juntos. Gaona consideraba a esta matriz productiva como el cáncer del atraso. Posteriormente a la culminación de la guerra de la triple alianza y durante el gobierno del General Bernardino Caballero se reglamentó la ley de venta de las tierras públicas. Lo que terminará desembocando en el proceso estratégico de la dependencia.
"Por la tentadora oferta llegarán al Paraguay como aves de rapiña los señores inversores para incautarse de las tierras públicas dando lugar así a la formación de los grandes latifundios...Las empresas extranjeras instaladas en el Paraguay, con el acaparamiento de las tierras públicas, violentarán la conciencia del pueblo con la nueva organización impuesta...Desde hoy ya nada será público, todo al servicio de los intereses privados...Grave es la responsabilidad asumida por el Gral. Bernardino Caballero a la sazón Presidente de la República del Paraguay al dar el paso más trágico de firmar la Ley de Venta de las Tierras Públicas...La formación de los grandes latifundios nace con esa maldita ley, planteada como remedio en vista de no haber llegado a las arcas del Estado, los empréstitos concedidos por Inglaterra...El recurso utilizado por el Gral. Caballero, condenará a su pueblo a conocer la miseria y la desolación".
Entre 1927 y 1928, la UOP con la colaboración de la LOM, uno de los dos sindicatos más fuertes de la UOP – el otro era el de los ferroviarios – organizan al campesinado y diagraman un proyecto de pedido de distribución de tierras improductivas y ociosas pero con objetivos claros. Buscando dar a conocer la problemática del campesino. Cabe señalar que este sector se hallaba dentro de la numerosa capa social que no obtenía beneficios de las inversiones extranjeras, eran despojados de una existencia digna, considerados seres humanos descartables, frente al poder económico que se encontraba impúdicamente en connivencia con el poder político de turno y que pragmáticamente convergían en el negociado de las tierras.
"Vale la pena recordar que el problema agrario en Paraguay se gestó en el período posterior a la guerra de la Triple Alianza, o más exactamente, después que empezaron a pasar a manos privadas, sobre todo de propietarios absentistas, las mejores tierras de la región oriental. Hasta ese momento el campesinado había cultivado sus chacras protegido por un régimen paternalista que no extendió títulos u otros documentos probatorios de la posesión del suelo de los agricultores. Pero con la caída de Solano López y la legislación agraria de los gobiernos que le sucedieron, la población rural se vio de pronto en plena orfandad legal, condenada a probar sus derechos sobre unas tierras reclamadas por los beneficiarios de aquella gigantesca operación mercantil iniciada en 1885...En el acelerado despojo de la población campesina coincidían los intereses extranjeros invertidos en la explotación maderera, taninera y yerbatera, con los propósitos de los latifundistas criollos, los cuales consideraban a las pequeñas chacras un molesto obstáculo para el desarrollo de la ganadería extensiva. Los agricultores desalojados de sus pueblos iban a engrosar el ejército de peones que alimentaba, dentro y fuera del país, la insaciable voracidad de los enclaves subtropicales. Esto limpiaba las tierras de "intrusos", a la vez que liberaba fuerza de trabajo en provecho de la economía agroexportadora".
Se intentaba conformar una organización agraria en defensa de la tierra pero también echar las bases para la creación de cooperativas de producción, se buscaba la unificación de los sentimientos y voluntades rurales para la obtención de la enseñanza agropecuaria, se inculcaba la importancia del ahorro, luchar contra el problema del alcoholismo, como enfermedad social y destructor de la vitalidad de una nación y que en no pocos casos era inducido por los mismos terratenientes, para sostener condiciones inhumanas de trabajo. Se persuadía a practicar la asistencia social por medio del socorro a las familias pobres y desamparadas, ayuda mutua en caso de siniestros o calamidades agrícolas, vigorizamiento y estímulo del esfuerzo rural por medio de lazos federativos. Pero los poderosos grupos concentrados de la economía, evidencian su oposición al proyecto y ya no ven con buenos ojos a los derechos de acceso y tenencia de la tierra del campesino Paraguayo y preparan su contraofensiva. Gaona, Subsecretario de la UOP y a cargo de la Jefatura del Departamento de Tierras y Colonias, fue sometido a un sumario arbitrario como  "escamoteador comunista"  por el director de "El Diario" , el Dr. Justo Pastor Benítez, mientras que en Arroyos y Esteros se atentó contra la vida de Rufino Recalde Milesi, Secretario General de la UOP. En 1923 Recalde Milesi resultó elegido como diputado nacional, constituyéndose así, como el primer parlamentario socialista del Paraguay, pero el mandato popular fue conculcado por el liberalismo gobernante, lo que le impidió el legítimo acceso a su banca de legislador dentro del Congreso Nacional. Desde 1927 hasta 1930 y gracias a la campaña de concientización promovida por la UOP en contra de los extensos latifundios improductivos, hubo gran efervescencia social respecto de este grave problema con manifestaciones, protestas, huelgas y constante resistencia y repudio ante las injusticias cometidas. El departamento de tierras y colonias, por intermedio de Gaona, logró, para el campesinado, la ayuda de la indemnización por expropiación . A causa de la coerción puesta de manifiesto por los grupos de poder, lamentablemente nunca hubo en el País, una reforma agraria seria que autorizara y permitiera la justa y equitativa distribución de la tierra.
En 1927 ya se vincula más estrechamente con el gremio de los ferroviarios.
El 24 de junio de 1928, en el Teatro Granados de Asunción, se materializa el proyecto de la UOP y del Centro Obrero Regional del Paraguay (CORP), la otra central obrera pero de tendencia anarquista, y en conjunto con la Federación de Estudiantes del Paraguay (FEP) : La inauguración de la Universidad Popular, Gaona brinda un discurso por la UOP.
A fines de 1928 y ante un pedido de apoyo de la Federación Obrera Marítima Argentina (FOMA) que mantenía una lucha contra la Empresa Naviera Mihanovich, durante la segunda Presidencia de Don Hipólito Yrigoyen, la LOM, destaca a 2 delegados, Daniel Villalba y Francisco Gaona para viajar a Buenos Aires y llevar la palabra oficial de apoyo a los hermanos argentinos con los que se resolvió boicotear a todos los barcos de la empresa que realizaban el recorrido Buenos Aires, Asunción y Alto Paraguay. Esta lucha dio origen a la constitución de un organismo sindical internacional marítimo, compuesto por la República Argentina, la República del Paraguay y la República Oriental del Uruguay que aseguraron y consolidaron el triunfo de los obreros marítimos argentinos.
"En 1928, al ser organizada la Asociación Ferroviaria en forma de un poderoso organismo sindical por el compañero de lucha Francisco Gaona, éste la adhirió a la Unión Obrera (UOP) , así como a las diversas organizaciones de campesinos agricultores pobres que también habían sido fundadas por él".
En 1928 a solicitud de la LOM, Gaona organizó la Asociación Ferroviaria. Fue elegido Secretario General y desde el referido cargo logró acordar y firmar conjuntamente con la empresa ferroviaria la implementación del acta de concertación para que por primera vez en el Paraguay existiera un convenio único e integral de trabajo con escalafón de cargos. Dirige el vocero gremial "El Ferroviario". Con la LOM, la Asociación Ferroviaria, y la UOP, Gaona a su regreso de Moscú impulsó una campaña para generar el nacimiento del comité nacional de obreros marítimos y ferroviarios tendiente a lograr los siguientes objetivos:
- Creación de la Marina Mercante Nacional
- Creación de la Federación Nacional de Obreros del Transporte
- Fomento del Cooperativismo
- Apoyo enérgico a los Agricultores del País
- Campaña por la Sanción de Leyes de Protección Obrera

En 1930, junto a Rufino Recalde Milesi, y Daniel Villalba, Gaona visitó la URSS gracias a una invitación recibida de los revolucionarios soviéticos.
La delegación obrera Paraguaya lleva un informe que describe la situación del movimiento obrero del país. Recalde Milesi expondrá en esa ponencia, la historia de las organizaciones sindicales, luchas y conflictos, organización financiera de los sindicatos, relaciones obreras internacionales, condiciones de vida y de trabajo desde los medios terrestres. Villalba hará lo suyo con las condiciones de vida y de trabajo desde el medio marítimo. Gaona a su vez, detallará la situación del momento a través de las cualidades del movimiento, debilidades, organización sindical femenina, legislación obrera, organizaciones de agricultores y de los obrajes, situación de los indígenas, condiciones de vida y de trabajo desde los medios ferroviarios y automotor, educación obrera, escuelas sindicales, prensa obrera, deporte obrero, penetración del capitalismo extranjero dentro de la economía nacional. Al mes siguiente, al inaugurarse la Conferencia Sindical Latinoamericana, Gaona fue elegido miembro del Presidium, representando a la UOP.

### Antecedentes yGuerra del Chaco
En 1928, ante los primeros ataques del ejército Boliviano en el Chaco, y más específicamente al Fortín Vanguardia, se creó la primera Escuela para Oficiales de Reserva. Gaona participa y completa el ciclo correspondiente en mayo de 1929. La UOP publica un manifiesto en diciembre de 1928, en contra de la fratricida Guerra del Chaco, cuya absurda tragedia fue perpetrada por los gobiernos conservadores del Paraguay y de Bolivia para mantener regímenes feudales, con el auspicio de las petroleras Standard Oil (esso) estadounidense y una subsidiaria inglesa de la Royal Dutch Shell, que procuraban asegurar su dominio político y económico. En febrero de 1929, Gaona pronuncia un discurso en la Conferencia Antiguerrera de Montevideo, advirtiendo entre otras cosas, sobre la ruinosa situación que iba a producir el conflicto en los amplios segmentos que componían a la clase más desamparada  – de ambos países –  por ser ellos quienes iban a ir al frente de batalla. Al finalizar el enfrentamiento, las estadísticas oficiales indicaron que la cifra de muertos se hallaba entre las noventa mil y las cien mil personas, "o ciento cincuenta mil según observadores extranjeros".
Desde octubre de 1930 hasta febrero de 1931 se mantuvo una huelga de albañiles que reclamaban justas reivindicaciones pero la intervención del Gobierno liberal del Dr. José Patricio Guggiari infiltrando a una organización de rompe-huelgas, motivó una violenta reacción en los huelguistas que culminó con el asesinato del líder de dicha organización. Lo cual despertó la furia oficial y desató la rápida represión policial. Se decretó el estado de sitio, más de 400 sindicalistas de todo el país, incluido Gaona, fueron encarcelados y acusados de intentar subvertir el orden constitucional. El gobierno nacional no solo pretendía debilitar al movimiento obrero, no alineado, que progresivamente iba fortaleciéndose y con esa intención mientras Gaona se encontraba privado de su libertad fue visitado en su celda por el jefe del batallón de zapadores, Teniente Godoy, quien buscará sobornarlo por orden expresa del jefe de policía Luis Escobar y ante la negativa de recibir ese dinero, en represalia, a Gaona lo enviarán esa misma noche junto a otros detenidos a la isla margarita, en la zona del pantanal paraguayo, límite con Brasil. Por otra parte, también tenía como objetivo arrebatar al pueblo libertades esenciales.
Encontrándose en pleno confinamiento en la isla margarita, y antes de ser liberado unos meses después, Gaona fundó la primera escuela para la enseñanza de los niños y adultos del lugar.
En 1931 se intentó conformar la primera central sindical unitaria del País, bajo el nombre de Confederación Sindical del Paraguay, ese sería el proyecto más ambicioso antes de la guerra del chaco, pero dicho proyecto fue desarticulado por el decreto-ley 39436 aprobado por el gobierno del Dr.Guggiari, que disolvía a todas las entidades obreras.
Luego de la brutal represión llevada a cabo por el gobierno, en contra de la manifestación del movimiento estudiantil que reclamaba medidas concretas ante la inminente guerra del chaco que desencadenó en la masacre del 23 de octubre de 1931, Gaona fue deportado.
"Opuesto encarnizadamente a la insurrección de 1931, debió sin embargo, pagar por ella el precio del exilio. Más aún, debió defenderla porque quienes ahí lucharon y fueron sus víctimas eran de los suyos".
Al comienzo de la Guerra del Chaco, en 1932, Gaona se encontraba radicado en la Argentina, deportado del Paraguay por actividades sindicales, hasta 1934 , año en el que regresa al Paraguay pero esta vez deportado de la Argentina por su defensa y solidaridad con la clase trabajadora del Territorio Nacional del Chaco. Lo detienen en Asunción y seguidamente lo incorporan al regimiento del Coronel Eduardo García. Más tarde fue comisionado a prestar servicios en el destacamento Pilcomayo, de la Sexta División de Infantería. Permaneció movilizado desde diciembre de 1934 hasta enero de 1936.
Alguna fuente sostiene que en 1933, Gaona se habría afiliado al Partido Comunista Paraguayo, del cual habría sido expulsado en 1941. Sin embargo, el mismo Gaona afirma en su libro Introducción a la Historia Gremial y Social del Paraguay que jamás se afilió y por consecuencia nunca pudo haber sido expulsado.
La versión de su afiliación, nació en 1941, luego de haber manifestado Gaona su oposición a la huelga general de enero de ese año, organizada por la cúpula directiva del citado partido, a los cuales acusó de aventureros y de intentar dividir al movimiento obrero, y por responder más a los lineamientos estratégicos internacionales que a las necesidades locales y ante el fracaso de la huelga y para disimular sus graves errores de conducción, los comunistas persiguieron el propósito de difamarlo al crear un ambiente de desconfianza, sembrando dudas sobre la honorabilidad de uno de los dirigentes gremiales de mayor influencia para los trabajadores de la época, al colocar falsamente a Gaona como afiliado al comunismo e infiltrado en las filas del febrerismo. A pesar de esto, Gaona, siempre respetó a los comunistas mientras ellos respetaron la militancia obrera y sus tradiciones.
"Partidario de los comités antiguerreros, que le hacían guerra a la guerra entre 1932 y 1935, Gaona se contó entre aquellos que levantaron la bandera de la humanidad y la compasión universal por encima del comprensible-e incluso legítimo-patriotismo de los beligerantes, lo cierto es que después de denunciar la barbarie de la guerra entre Bolivianos y Paraguayos, a Gaona le tocó apoyar, en 1936, al ejército triunfante-en cuyo ímpetu y arrogancia creyó encontrar la fuerza capaz de desplazar al poder de la oligarquía para implementar una revolución social".

### Revolución del 17 de febrero
Al estallar la Revolución de febrero de 1936, Gaona ocupa un puesto de vanguardia en la reorganización sindical de la posguerra y se convierte en  "el principal propulsor de la creación de la Confederación Nacional de Trabajadores (CNT) creada el 13 de marzo de 1936", primera central unitaria de trabajadores del Paraguay y es elegido Secretario General. Con el apoyo de Arnaldo Valdovinos, fue elegido, así mismo, como secretario del comité ejecutivo del Partido Nacional Revolucionario, un partido que intentó constituirse en el Partido de la Revolución, pero que tuvo una corta existencia y que estuvo nutrido por la asociación nacional de excombatientes del chaco, por la confederación nacional de trabajadores, por la federación de estudiantes, por la liga nacional independiente, por un grupo de liberales disidentes y varios militantes del partido colorado, particularmente campesinos.
En la declaración de principios la nueva central obrera establecía que apoyaría y ayudaría a todo Gobierno elegido por el pueblo, cuyo programa tienda a arrancar del capitalismo salvaje, dueño del País, pan, tierra y libertad para todos los trabajadores del Paraguay. Reclama urgente sanción de legislación obrera y social, reducción de la jornada laboral a 8 horas, descanso dominical, recomposición salarial acorde a la inflación, pago de salarios en dinero efectivo y no con vales, vivienda obrera, creación de cooperativas, prohibición del trabajo infantil, registro de desempleo, vacaciones anuales pagas, reglamentación del trabajo nocturno, reglamentación de la conciliación y arbitraje, etc. Anulación de decretos-leyes que coartaban la libertad política y sindical, inmediata pacificación interior y exterior, medidas de protección y ayuda para el desarrollo de la industria nacional, también para el campo, se solicitará para ello, créditos preferenciales, preparación técnica y superior de la juventud, planes de salud para la población, la CNT pide la creación del Ministerio de Trabajo y la Seguridad Social. En su campaña por la reactivación económica, la CNT establece acuerdos con firmas comerciales, buscando la creación de nuevos puestos de trabajo y abaratamiento de productos, nace así la primera cooperativa de consumo de carnes en Zeballos Cué, también se sumaron ingenios azucareros y otros.
Se festeja el 1 de mayo, día internacional de los trabajadores, con mucho entusiasmo por la apertura, desarrollo y amplitud sindical que el Gobierno del Coronel Rafael Franco, hasta allí, intentaba adoptar. Gaona ofrecerá un vibrante discurso en un acto que contó con una asistencia masiva, realizado en el Palacio de Gobierno donde también habló el presidente de la República.
Este despertar sindical, sin embargo, ofrecerá en contraposición, un inquietante panorama amparado por la azarosa coyuntura económica del país, añadida al antagonismo natural de la oligarquía, más el bloqueo ejecutado por el gobierno conservador de la Argentina y de Brasil. Pronto el poder económico comenzará a ejercer su capacidad para conseguir el objetivo de fracturar al poder político del variado gabinete del gobierno de la revolución, a fin de dividirlo y debilitarlo. Y lo conseguirá a través del reaccionario Ministro del Interior, el Dr. Gómes Freire Esteves. Éste propondrá la promulgación de una ley que identifique a la revolución del 17 de febrero de 1936 con el estado paraguayo, evidenciando así, su intención de imponer un régimen fascista a través de la aplicación del impopular decreto-ley n.º 152 que pretenderá limitar derechos adquiridos, como por ejemplo, la suspensión de toda actividad de carácter político, sindical o de otra índole, que no emanara del ejecutivo nacional y en principio por el término de un año y quedaba bajo jurisdicción del ministerio del interior toda cuestión vinculada a las políticas sociales y gremiales, comprendiendo todas las relaciones y conflictos ligados al capital y al trabajo, a las organizaciones y necesidades de obreros y trabajadores, como igualmente de los patrones, en forma definitiva. Y también negaba libertades democráticas, de reunión, de prensa y opinión libres, etc. Gaona se reunirá en forma urgente con el ministro del Interior, quien lo conminará a aplazar la constitución de la central obrera por la fuerte presión de empresas Multinacionales y además, apoyar en forma irrestricta al polémico decreto. Por su parte, Gaona le expresará categóricamente la rotunda, inamovible e innegociable oposición del movimiento obrero frente a ambos requerimientos. El día 11 de mayo Gaona es apresado y como respuesta a este hecho se organiza una amplia campaña de solidaridad sindical fijando en los días 12 y 13 de mayo la realización de una huelga general reclamando su liberación. El impacto que produjo la medida de acción directa fue tal, que arrojó como resultado una crisis ministerial que planteó las renuncias del Dr. Gómes Freire Esteves y de su hermano, el Dr. Luis Freire Esteves, Ministro de Hacienda, señalados como los responsables políticos del plan represivo. No obstante y pese a su encarcelamiento, Gaona defendió al febrerismo toda su vida. Con la caída de la Revolución, el 13 de agosto de 1937, fue enviado al exilio. Regresará al País en 1939 para participar del Congreso Obrero de la Confederación de Trabajadores del Paraguay. Luego de ello será nuevamente exiliado a la Argentina.
En 1939 se establece la Confederación de Trabajadores del Paraguay (CTP) como continuadora de la (CNT) . Gaona es elegido una vez más como secretario general, "se hallaba exiliado, pero es elegido secretario general en ausencia, por el gran apoyo y confianza de los trabajadores".
Durante su organización se manifiestan 2 tendencias en su seno, por un lado los febreristas y por el otro los comunistas. Gaona se preocupa por este problema, ya que ve en la división, el anquilosamiento de la nueva Central Obrera. Envía desde Buenos Aires un proyecto estatutario, que luego será aprobado por el Congreso Constituyente, dicho estatuto era un proyecto absolutamente suyo - al igual que los estatutos aprobados de la UOP y de la CNT - salvo 2 modificaciones fundamentales: La declaración de principios y la composición de la dirección central. Gaona respetó lo aprobado, pero se oponía al izquierdismo inmaduro, envía una declaración de principios en estos términos "Los Trabajadores del Paraguay, manuales e intelectuales, proclaman: Su decisión inquebrantable de luchar por un régimen de justicia social que permita la paulatina abolición de la explotación del hombre por el hombre, en el régimen democrático como medio para gobernar los intereses de la comunidad Paraguaya".
Aun cuando fue promotor de la candidatura del General José Félix Estigarribia, su apoyo no era irracional, observaba en Estigarribia vacilaciones, medidas retrógradas y autoritarias e inclinaciones hacia la derecha nazi-fascista. Pero también reconocía que dadas las condiciones, en general del mundo y en particular del Paraguay, no existían grandes márgenes para medidas extraordinarias. 
Respecto de su exilio, el periódico obrero C.T.P., en los años 1939 y 1940, publicó entre otras cosas, lo siguiente: "La reintegración, de nuestro líder, a las actividades sindicales, es un clamor de toda la masa trabajadora del País"..."La permanencia del líder en el destierro, es una medida que motiva justas protestas del movimiento que reclama vivamente, el retorno del prestigioso Secretario General"..."La masa laborante recibirá jubilosamente, la noticia del regreso de nuestro querido líder y recio conductor"..."Es una figura nacional, que necesita el País por su comprensión de nuestros problemas más básicos"..."Reclamamos su vuelta en aras de la tranquilidad pública y la grandeza nacional"..."No se justifica el término establecido por el Gobierno para el regreso del compañero Francisco Gaona, pero la clase obrera está dispuesta a todos los sacrificios", etc. El Gobierno del General Estigarribia, empero, a pesar de su promesa formal, no le permite retornar al País y su condición de desterrado le impide ejercer la función de secretario general. Dirige los voceros sindicales "La voz Proletaria,C.N.T. y C.T.P".
"A la muerte de Estigarribia, el 7 de septiembre de 1940, en un accidente aéreo, le sucede el Ministro del Interior, Gral. Higinio Morínigo, de conocida simpatía nazi-fascista...por entonces la Segunda Guerra Mundial había comenzado con la agresión Hitleriana contra Polonia...se produce una grave crisis en la conducción de la CTP, los integrantes no comunistas, atribuyen a éstos actitudes sectarias en la dirección del movimiento obrero, se acusaba a los comunistas de instrumentar a la causa gremial a los fines del partido comunista...La descabezada dirección de la CTP se reorganizó-en la misma línea sectaria ya cuestionada por los aliados-incorporándose nuevos miembros, todos comunistas...Francisco Gaona, tal vez el único no comunista, se hallaba en el exilio desde 1939 y fue ratificado en su cargo de Secretario General. El evidente sectarismo en la actuación de los Comunistas en el movimiento obrero, así como en otras esferas, digamos como la estudiantil, se producía a pesar de la línea política partidaria que siempre se pronunció y puso el acento en la necesidad de desarrollar una actividad caracterizada por la amplitud y el respeto a las opiniones de los demás, a fin de poder forjar la unidad de acción para la mejor defensa de los intereses obreros, populares y de todo el pueblo. Este error fatal, más la incesante represión Moriniguista, se unieron para hacer desaparecer de la escena nacional a la CTP".
Gaona "se hallaba en el exilio desde 1939 que, a pesar de ello, fue ratificado en su cargo de secretario general, por la confianza y el prestigio que gozaba en el movimiento obrero".

### Vida en la Argentina
En la Argentina continuará participando activamente en el desarrollo del movimiento obrero. A principios de 1932 llega a Buenos Aires y desde allí viaja a Barranqueras, Territorio Nacional del Chaco, como Delegado del Consejo Federal de la Federación Obrera Marítima Argentina (FOMA) . Sin perjuicio de la misión que lo lleva a territorio Chaqueño, se interioriza de la situación social, se traslada a la ciudad de Resistencia, se ocupa de la unificación de los trabajadores Chaqueños, crea una Central Regional: La Unión Regional Sindical del Chaco y desempeña el cargo de Secretario General. Funda un instituto de enseñanza comercial, luego una universidad popular.
Se inició lo que pudo haber sido, quizás, el primer movimiento para provincializar el Territorio Nacional del Chaco, para tal fin se crea una comisión Presidida por el Dr.Esteban Laureano Maradona, Gaona ejercía el cargo de Secretario representando a los trabajadores, la Unión Cívica Radical (UCR) y la Juventud Socialista (JS) dieron su apoyo entusiasta a este proyecto que sin embargo quedó trunco. El Dr. Maradona emigraría al Paraguay, por conflictos con el gobierno de facto, encabezado por los Generales José Félix Uriburu y Agustín Pedro Justo, que dio comienzo al régimen conservador de la década infame.
Frente a las quejas y reclamos de los trabajadores y productores Chaqueños por la baja injustificada del precio de la tonelada del algodón, que en 1926 se pagaba casi a pesos ($) 500 y que hacia 1933 se había reducido a pesos ($) 140 y sumado a otros atropellos a los que eran sometidos por las grandes empresas multinacionales que abusaban de su posición dominante o monopólica, como Bunge y Born S.A. (Argentina), en primer lugar, luego Louis Dreyfus y Cía. Lda. S.A. (Francia) y Anderson, Clayton y Cía. (EE. UU.). Gaona alienta, organiza y dirige la primera huelga algodonera de la zona, en 1934. Entre sus colaboradores directos, se hallaba Isaac Libenson. Ante la multitudinaria gravitación que el movimiento iba adquiriendo, el Dr. José Conrado Castells, Gobernador del Territorio, designado por decreto del Poder Ejecutivo Nacional (Argentina), por dos períodos consecutivos (1933-1936 y 1936-1938) – gracias a la influencia del caudillo conservador, Dr.Juan Ramón Vidal –, intentará, sin éxito, sobornar a Gaona para evitar la realización de la huelga. Ulteriormente, como resultado de varias semanas de huelga, se alcanza el triunfo esperado, plasmado en el siguiente esquema:
| ANTES DE LA HUELGA                                      | DESPUES DE LA HUELGA                                        |
| ------------------------------------------------------- | ----------------------------------------------------------- |
| Se trabajaba de sol a sol                               | Se establecen por primera vez las 8 horas de trabajo diario |
| El salario era de $ 1.50.-                              | Se establece el salario mínimo en $ 4.-                     |
| La tonelada de algodón se pagaba a $140.-               | Se establece el pago de la tonelada de algodón en $ 220.-   |
| El cosechero cobraba $ 0.20.- por los 10kg recolectados | Se establece una suma cercana a $ 1.- por los 10kg          |

Sin embargo los principales organizadores sufrieron una represión feroz. En efecto, Gaona fue perseguido implacablemente por los Gobiernos del Dr. Castells – socialista devenido en conservador oligárquico – y del General Justo que trataron de aplicarle la ley 4144 llamada ley de residencia o ley Cané. Inicialmente intentan encuadrarlo dentro de la configuración del delito de robo, inmediatamente después acusándolo de comunista. Pero antes de deportarlo al Paraguay, allanan su domicilio, secuestran sus efectos personales y destruyen su vivienda. Lo detienen en la comisaría primera de la ciudad de Resistencia, luego en el cuartel de La Liguria, lugares donde lo sometieron a torturas físicas y psicológicas, característica de los gobiernos golpistas y fraudulentos que ejercieron la primera magistratura en la etapa de la restauración conservadora, iniciadora del ciclo golpe-elección. El 26 de octubre de ese año, 1934, Bunge & Born, premiará al Dr. Castells por su cruel y despiadado accionar represivo en contra de los trabajadores, contratándolo, asimismo, como abogado de una de las empresas de su grupo que comenzaba a asentarse en la región, Molinos Río de la Plata.
"Yo lo he visto al frente de las grandes mareas populares, reivindicatorias, en el Chaco Argentino donde estaba exiliado Gaona por entonces. Jamás como allá y en aquella vez se habrá levantado un movimiento tan avasallante que abarcaba desde los remotos confines de la región hasta la misma Capital de la Provincia: Resistencia. Gaona capitaneando la gran cruzada logró la alianza de los productores de algodón con sus obreros cosechadores en contra de los grandes trust transnacionales que, manipulando los mercados exteriores y en concomitancia con sus agentes locales, pagaban ínfimos precios por el textil cosechado. Allá, en esas grandes lides he visto lo que valía Francisco Gaona, confundido codo a codo con los trabajadores, trabajaba día y noche hasta caer preso y ser fletado al Paraguay en plena guerra con Bolivia, en Asunción lo detienen y lo envían al frente de guerra del Chaco Boreal. Gaona se comporta como un Héroe, tal se esperaba de su patriotismo de su valor y coraje".
Colaboró también con gremios como el de los Sastres, Costureras y Afines, Casas de Rentas, Obreros del Vestido, Tintoreros y Lavaderos, como Secretario Gerente de la Unión Trabajadores de casas Particulares, dirigió su vocero gremial "La Unión" (1940-1941), como Secretario administrativo del Sindicato de Obreros Sastres, Costureras y afines, dirigió el vocero "Nuevos Rumbos" (1943-1945). En 1938 integró como Secretario de Prensa y Propaganda, el Comité de Jubilación de la Marina Mercante Argentina.
En agosto de 1944 Gaona fundó junto a Gerónimo Schissi, Padre del Actor, Guionista y Dramaturgo Oscar Viale, el Sindicato Único de Portuarios Argentinos (SUPA) y fue adicionalmente de cofundador, Secretario de Relaciones en el nuevo gremio y dirigió su vocero "La Voz Portuaria". Viale recordaría siempre el inicio del S.U.P.A. "Por algo tenía esa pinta de marinero errante recién llegado del extranjero: la postura de un peleador simpático, la adaptación atenta de un desclasado. Es que Oscar Viale había sido criado por su padre que enviudó cuando el niño tenía nada más que 2 años. Y su padre no era precisamente un exquisito: trabajaba en los muelles y había sido uno de los que armaron el sindicato de los portuarios. Ese detalle fundante solía relatar el actor y dramaturgo...".
En julio de 1946 y debido a los constantes casos de abusos registrados en perjuicio del gremio, constituyó el Sindicato de Jardineros de Casas Particulares de la Zona Norte del Gran Buenos Aires y lo afilió al Sindicato Central, dentro del cual Gaona era secretario gerente.
A pesar de su convalecencia, como consecuencia de la operación a la que tuvo que someterse, por haber sido herido durante su participación en la guerra civil paraguaya de 1947, sin embargo, trabajó conjuntamente con Schissi para crear, en septiembre de 1947, el Sindicato Obrero de Depósitos y Estaciones y Afines (SODEA) − hoy Unión Trabajadores de Carga y Descarga de la República Argentina − posteriormente el término Afines tuvo que ser cambiado a Argentinos por el difuso concepto que generaba y que posibilitaba desencuentros intersindicales. Más adelante, Schissi será electo concejal del distrito de Berazategui  (Buenos Aires).
"Ferviente partidario de la creación de la Confederación Paraguaya de Trabajadores (CPT) en 1951, ya que veía en ella un avance real al puro terrorismo estatal de la Organización Republicana Obrera (ORO) fue, sin embargo, rigurosamente marginado por aquella, que no tenía lugar para Gaona, ni cumplió con su promesa de gestionar su retorno al País".
En 1954 edita un ensayo "La Hegemonía Argentina en el Paraguay", con la llegada al poder del dictador, Gral. Alfredo Stroessner, esa Hegemonía se trasladará a la República Federativa del Brasil.
"En 1967 logró editar el primer tomo de su monumental obra INTRODUCCIÓN A LA HISTORIA GREMIAL Y SOCIAL DEL PARAGUAY (Asunción-Buenos Aires)".
"Francisco Gaona se ha propuesto exhumar del anonimato la crónica de un aspecto de la vida civil del Paraguay, la historia de los gremios, la del movimiento obrero, especialmente en su expresión sindical, sin que tal preferencia signifique dejar de lado sus implicaciones culturales y políticas. Pero como la historia gremial Paraguaya es parte de un todo, que es la nación Paraguaya, la historia parcial es también parte de la total y no se comprendería la una sin la otra. De manera que Gaona, al registrar los sucesos gremiales de un país, necesariamente tiene que referirlos a los acontecimientos de la Nación donde aquellos se generan. Desde la ventana gremial estamos contemplando en cierto sentido un vasto paisaje social y político nacional cuando no internacional... Además hay que reconocerle al autor el mérito de haber llenado un vacío en el repertorio historiográfico del Paraguay y por extensión natural de esta parte meridional de América".
Su obra fue elogiada, entre otros, por el historiador y sociólogo Enrique de Gandía.
Mediante la diligencia, perseverancia y tenacidad de Gaona se consiguió la promulgación del decreto ley 326/56, llamado también, estatuto del servicio doméstico, que regulaba y registraba dentro de un nuevo régimen especial a uno de los gremios más relegados. El Sindicato Unión Personal Auxiliar de Casas Particulares había sido fundado el 12 de mayo de 1901 pero carecía de respaldo jurídico.
El 19 de junio de 1946, una delegación obrera encabezada por Gaona se entrevistó con el presidente de la Honorable Cámara de Diputados de la Nación Argentina, Ricardo César Guardo, quien los recibió junto a otro diputado nacional, Raúl Bustos Fierro, para hablar de la imperiosa necesidad de obtener la ley de protección, lo cual establecería un importante avance social.
El primer encuentro que Gaona mantuvo con María Eva Duarte de Perón, tuvo lugar el 18 de julio de 1946 en el Palacio de Correos (Buenos Aires). Allí, Gaona le presentó el proyecto y le transmitió la angustia del sector por padecer de una vulnerabilidad extrema frente a la falta de un marco legal.Eva Perón, por su parte, se comprometió a obtener en término perentorio, la aprobación de la ley.
En agosto de ese mismo año se entrevista con el Dr. Juan Hortensio Quijano, Vicepresidente de la Nación y Presidente de la Cámara Alta del Congreso Nacional de quien también obtiene el compromiso del pronto tratamiento del proyecto "para que la justicia social llegara a las abnegadas empleadas domésticas que merecían el respeto y la consideración de la sociedad". El 16 de agosto, se entrevista con el Intendente Municipal de la ciudad de Buenos Aires, Dr.Emilio Siri, para solicitarle el mejoramiento de las pensiones donde se alojaban las hacinadas y maltratadas trabajadoras del rubro, que en su mayoría provenían del interior del país.
"El anteproyecto de la ley de amparo al servicio doméstico, es uno de los problemas que el Congreso debiera considerar en primer término en razón de la cantidad de trabajadores que se beneficiarán mediante la sanción de la ley, en la que se contemplan los horarios de trabajo, vacaciones anuales, etc. Demás está el recordar el número considerable de Mujeres que pasarán a gozar de su condición de Humanas, concluyendo para las sirvientas las jornadas de catorce o dieciséis horas, ni tendremos a la cocinera ejecutando tareas que no le corresponden, a la niñera oficiando de Madre, hasta altas horas de la noche, pese a que se la contrató "con retiro". Se evitará la explotación del trabajo de las menores, hasta hoy utilizadas para todo trabajo, cuando al ser pedidas para prestar servicios se dice "para ayudar pequeños quehaceres". Otro de los aspectos interesantes para la mujer es la inclusión de las trabajadoras domésticas en la ley de maternidad. Con esta disposición, se logrará una conquista cuya importancia es apreciada por aquellas que en razón de las necesidades del hogar, deben ocuparse en el trabajo doméstico a la par de cumplir su misión de Madres. Así tenemos el caso de mujeres que en avanzado estado de gravidez, continúan concurriendo a las tareas. O lo que es más grave en la mayoría de los casos, son despedidas. Por tanto, es de esperar el pronto estudio y sanción de la ley de amparo al servicio doméstico, interpretando una sentida necesidad del gremio".
"Las condiciones del trabajo doméstico obstaculizaron los dos procesos seguidos por las organizaciones gremiales durante el Peronismo: su fortalecimiento local y la extensión federal. Recién en 1949 con el impulso de la Confederación General del Trabajo y del sindicato afín de trabajadores de Casas de Renta se reunió una asamblea nacional que tendió a normalizar el gremio. Sin embargo, la tasa de sindicalización permaneció baja y la institución débil. Las iniciativas reformistas para el sector se plasmaron en varios proyectos de ley que requerían una ingeniería social inaccesible al Estado. Según recuerdos posteriores del dirigente gremial Francisco Gaona, Eva Perón había avalado en 1949 la promoción de una ley que regulara la actividad doméstica, pero la iniciativa habría suscitado una enorme resistencia "oligárquica". La primera dama le habría dicho "Viejo, esto hay que pararlo".
Intereses espurios y mezquinos, ajenos al sector pero visiblemente afectados, produjeron campañas impregnadas de confusión y división, que sirvieron únicamente para dilatar el tratamiento de la iniciativa en el recinto del Congreso Nacional. El sindicato sufrió entre 1945 y 1947, sucesivos actos vandálicos. Lo cierto es que hacia 1955 se dio solo media sanción al proyecto que fue reglamentado por decreto recién al año siguiente.
"El 10 de abril de 1947, un grupo de personas, entre las que figuraban el doctor Alberto Von Schauenber, Luis J.Sánchez Otero quien se titulaba subsecretario de Trabajo y Previsión, Pedro Negri y otros, realizaron el tercer asalto de los tres que se llevaron a cabo contra el sindicato. Invocando la representación de la Confederación General del Trabajo, se consumó el atropello, procediéndose a violentar las puertas y todos los muebles del interior del local, de los que se retiró toda la documentación y las sumas de dinero que existían. Las finalidades de este atropello consistieron en despojar al sindicato de su representación ante la Secretaría de Trabajo y Previsión y apoderarse los nuevos dirigentes de la subvención que acababa de aprobar el Congreso de la Nación y expulsar al prosecretario de la institución Anselmo Cabral y al secretario gerente Francisco Gaona. La presencia de este último no podía ser del agrado de Antonio Valerga, ya que conocía todas las graves irregularidades cometidas por el seudo dirigente obrero cuando desempeñó el cargo de secretario general de la Federación Obrera del Vestido, de la cual Francisco Gaona era secretario administrativo. En ocasión del terremoto de San Juan, el Sindicato de Obreros Sastres, Costureras y Afines, como todos los sindicatos del país, organizó una colecta para ayudar a todos los damnificados por el sismo, poniendo en circulación 290 listas que rápidamente fueron colmadas. De esta cantidad, Antonio Valerga solo entregó 95 listas al organismo especial creado en la Secretaría de Trabajo y Previsión, quedándose con el importe de las 195 restantes. Para salvar su responsabilidad, Francisco Gaona tomó la precaución de confeccionar en triplicado estas entregas, que demostraron que muchas casas comerciales habían hecho donativos en dinero que nunca llegaron a su verdadero destino. La investigación que se realizó, promovida por el prosecretario general, reveló que Antonio Valerga había hecho desaparecer los duplicados de las listas para ocultar su defraudación, lo que se comprobó con el triplicado que el secretario administrativo, Francisco Gaona, tenía en su poder. Desde ese momento, la preocupación de los dirigentes cegetistas fue la de destruir el sindicato de trabajadores de casas particulares, que llegó a contar con cerca de 120 filiales en el interior del país y con un gran número de afiliados".
El decreto ley n.º 326 reglamentado en 1956 por la dictadura cívico-militar autodenominada Revolución Libertadora (Argentina) contenía muchas deficiencias y excepciones impuestas, además de ser sancionado dentro de una de las páginas más funestas en la historia social, económica y política del país del Siglo XX y aun cuando no reflejaba el espíritu del proyecto original, no obstante y en sintonía con el descarnado lema golpista lanzado por uno de sus principales protagonistas, el contraalmirante Arturo Rial, que demostraba una clara revancha o venganza de clase y que declaraba "que la revolución libertadora se hizo para que en este bendito país el hijo del barrendero muera barrendero" es que se otorgó la posibilidad de alcanzar por primera vez el régimen especial de Contrato de trabajo doméstico en Argentina, que incluía jubilación, pensión, aguinaldo, preaviso, indemnización por despido, descanso diario, descanso semanal, licencia por enfermedad, vacaciones y otros beneficios para los trabajadores del rubro. Sin embargo, este tipo de mecanismo de aparente reconocimiento y ampliación de derechos, no estaba orientado hacia la Justicia social, sino a la desarticulación de la Resistencia peronista. 
Gaona reorganizará al gremio para adaptarlo a la nueva legislación.
En 1947, volverá al Paraguay para luchar en la Guerra Civil, contra el Gobierno Nazi-Fascista del Gral.Higinio Morínigo y contra los Colorados, en el bando de los Febreristas, Liberales y Comunistas. Cuando la contienda pudo haberse volcado hacia el lado revolucionario, el Gral. Morínigo recibe armamentos y combustible, enviados desde la Argentina por el Gobierno del Gral.Juan Domingo Perón, que le aseguran la victoria al Dictador. Lo hieren en la acción de "Yasy-Reta". En Buenos Aires fue operado con éxito por el Dr. Ricardo Finochietto.
"La CPT estaba embarcada en el proyecto imposible de hacer compatible la reivindicación social, desde abajo, con el apoyo a la construcción de una dictadura estable desde arriba (1951-1958). ¿Qué podía hacer el veterano dirigente en este juego político que ni tan siquiera le ofrecía la seducción del engaño? A pesar de todo, Gaona acompañó con ansiedad los eventos gremiales, día tras día, en espera de mejores tiempos, hasta la huelga general y el derrumbe sindical de 1958. Después de 1958 ya no restaban esperanzas para el dirigente obrero".
Nuevamente en la Argentina, seguirá militando en diferentes gremios. En mayo de 1966 fue requerido para dictar cursos sobre el Movimiento obrero y Legislación en el Seminario organizado por la Fundación Friedrich Ebert del Partido Socialdemócrata de Alemania, en la localidad de Atlántida (Uruguay).
Por más de 30 años militó en el servicio doméstico, siendo, en diferentes etapas, secretario gerente, secretario gremial, secretario adjunto y secretario general. Y fue justamente bajo su gestión y conducción como secretario general, que el sindicato logró tener, por primera y única vez, una casa hogar, ubicada en la Avenida Medrano, donde se alojaban gratuitamente las afiliadas que no tuvieran donde vivir, priorizando a las compañeras de edad más avanzada y en esa misma línea, cabe destacar, el programa de atención médica en forma gratuita asegurado para sus afiliados/as mientras se avanzaba en el proyecto de constitución de la obra social. En el año 1974 – y con posterioridad al fallecimiento del Gral. Perón – irrumpe violentamente, en la sede central del sindicato ubicada en la calle Dean Funes 576 de la ciudad autónoma de buenos aires, una patota sindical que respondían a sujetos de las 62 organizaciones gremiales peronistas, vinculados a la organización terrorista paraestatal de extrema derecha llamada Alianza Anticomunista Argentina, más conocida como la triple A y bajo amenaza de muerte, toman el control del sindicato. La compleja conformación de dicha organización terrorista, estuvo integrada directa o indirectamente, por la cia, por la logia masónica mafiosa italiana Propaganda Due, por los sectores de la derecha peronista, por la Policía Federal Argentina, por las Fuerzas Armadas argentinas, por sectores ultraderechistas de la iglesia católica y también, por supuesto, del Establishment financiero-económico, como por ejemplo, el Consejo Empresario Argentino (CEA) y la Sociedad Rural Argentina (SRA), nucleados a partir de 1975 en la golpista Asamblea Permanente de Entidades Gremiales Empresarias (APEGE) – hoy reconvertidos en la igualmente retrógrada Asociación Empresaria Argentina (AEA) – luego se le sumarían la Confederación General Económica o multinacionales como la Ford, Fiat, Peugeot o Mercedes Benz, entre muchas otras, y que participaron activamente para desestabilizar la economía, echando mano a sus herramientas clásicas para producir crisis como la inflación, desabastecimiento, lockout o cierre patronal, etc, y cuyo objetivo era allanar el terreno para provocar un golpe de Estado que facilitara la llegada al gobierno del autodenominado proceso de reorganización nacional para instaurar la doctrina de la seguridad nacional e inscribirlo dentro del llamado Plan Cóndor, con el fin de imponer en toda la región – habida cuenta de que, para esa época, la argentina fue el último país en perder el orden constitucional – un trazado ideológico que suprimiera las fronteras territoriales, para aplicar, a sangre y fuego, un modelo económico neoliberal que destruyera al modelo de industrialización por sustitución de importaciones y desmantelara al estado de bienestar, para dar paso a un esquema de financiarización que redefiniera un cambio drástico en el patrón de acumulación y apuntaba, principalmente, a quebrar al elevado grado de organización del poderoso Movimiento obrero argentino.
En vano, afiliados del sindicato, realizaron denuncias ante el director Nacional de Asociaciones Profesionales y ante el Ministerio de Trabajo por la flagrante violación a los estatutos del sindicato y frente a la propia Ley de Asociaciones Profesionales. A partir de allí Gaona se retirará de la actividad gremial para proteger las vidas de su Esposa e Hijos.
Falleció en Merlo, Buenos Aires, el sábado 8 de marzo de 1980.
Al momento de su muerte era Secretario de Prensa y Difusión de la Confederación Paraguaya de Trabajadores en el Exilio (CPTE), había concluido de escribir un libro que se iba a llamar "La Reconstrucción del Paraguay y el Estado de Conciencia Febrerista" y continuaba otro libro inconcluso "La Guerra de la Triple Alianza y el Destino Nacional" . Además de comenzar a organizar el material para llegar con su "Introducción a la Historia Gremial y Social del Paraguay" hasta la sangrienta dictadura de Alfredo Stroessner.
"Falleció en Buenos Aires en 1980, dejando una valiosísima colección (el Archivo Gaona) consistente en más de 10 000 documentos, manuscritos, impresos, panfletos, manifiestos, periódicos y actas de gremios obreros paraguayos de 1900 a 1950. Una ONG, el BPD (hoy C.D.E.) adquirió en 1981 este archivo, y posteriormente editó con R. Peroni los dos tomos siguientes de su "Introducción a la Historia Gremial y Social del Paraguay" (Asunción, Tomo II, 1987 y Tomo III, 1990).
El Archivo Gaona pudo sobrevivir, pese a la persecución de la policía Stronista para apoderarse del mismo y hacerlo desaparecer, gracias al profesor universitario de historia latinoamericana Marco Aurélio Garcia quien mandó a microfilmarlo en la Universidad Estatal de Campinas. Hoy en día, se encuentra totalmente digitalizado y de acceso directo al público a través de su portal web.
El instituto internacional de historia social que se encuentra en Ámsterdam, Provincia de Holanda Septentrional, Países Bajos, el Censo-Guía de Archivos de España e Iberoamérica, ubicado en Madrid, dependiente del Ministerio de Cultura y Deporte del Gobierno de España, son lugares donde se puede hallar en línea, el índice del Archivo Gaona. El Instituto Ibero-Americano, situado en Berlín, Alemania, posee, también, el material de la colección bibliográfica de Gaona.
El Centro de Documentación y Estudios (C.D.E.), lugar donde se encuentra actualmente dicho Archivo, es visitado anualmente por investigadores del ámbito académico-docente, que vienen en busca de datos para la elaboración de sus proyectos de investigación, provenientes de la Argentina, Brasil, países de Europa, como por ejemplo, Alemania, España, Francia, Países Bajos, Portugal, Suecia, etc.
Por otra parte, Gaona, confeccionó el archivo completo de la campaña para avanzar finalmente en la incorporación a las instituciones de protección social y al Derecho laboral para todo Trabajador doméstico de la República Argentina .
En Asunción existen una Biblioteca y una Escuela de Capacitación Sindical que llevan el nombre de Francisco Gaona, pertenecientes al Centro de Documentación y Estudios (CDE).
En la ciudad de Limpio (Paraguay), existe también, un Centro Educativo llamado en su honor, Profesor Francisco Gaona (ProFraGa), que cuenta con tres niveles de educación formal, a saber:
- Inicial.
- Primario o básico. 
- Secundario o medio. 
Además posee un instituto de formación docente.
"No aspiro a que mis actos o mis opiniones estén exentos de errores. Tampoco constituirían motivos de vanidad personal, el que esta actuación mereciera el voto de estímulo por la pasión sincera y la honestidad, que creo haber puesto, al frente de todos los cargos y en todos los terrenos que me deparó la acción.(...) Creo haber puesto, a lo largo de este rudo y penoso camino, mis mejores empeños al servicio de la clase trabajadora(...) entusiasmo, lealtad, rectitud, tolerancia y responsabilidad, normas a que ajusté siempre mi conducta de militante(...) Con fe inquebrantable en el triunfo de la Democracia auténtica y en la consagración definitiva de los Derechos fundamentales de la Clase Trabajadora, os expreso mis saludos fraternales y mis fervientes votos en favor de una política de mayor intercambio y más efectivas relaciones entre los Movimientos Obreros de los Países Americanos" (Francisco Paulo Gaona, Introducción a la Historia Gremial y Social del Paraguay, Tomo III).
"Francisco Gaona fue un amigo y compañero leal, firme y sincero, en la lucha común por más paz, más pan y más libertad para todos los trabajadores Paraguayos y Latinoamericanos, ha tenido múltiples facetas el rico historial de lucha y fructífera labor social e intelectual el ilustre compañero desaparecido...Fue un hombre bueno, hombre que consagró su vida fecunda en favor de los desposeídos, de los desamparados, en suma de los trabajadores. Fue un gran sindicalista Paraguayo, un patriota sin par, un jefe de familia ejemplar y un gran demócrata. Su dilatada vida, le ha permitido ofrecerse por entero a las buenas acciones y ha trabajado tesoneramente, con unción patriótica, por la elevación social, moral, económico y cultural de sus congéneres. Su condición de dirigente sindical, sin dobleces, le ha posibilitado, muchas veces, estar muy cerca de las facilidades, de poder enriquecerse fácilmente, sin embargo, fiel a la tradición Paraguaya y a la doctrina del sindicalismo libre y democrático, ha preferido la honestidad y ser siempre un hombre honrado, antes que negociar los sagrados intereses de los trabajadores, puesto a su custodio, es así que muere pobre, pero rico, inmensamente rico en legados y bienes morales y espirituales que "PESA COMO UN MUNDO SU NOBLE CORAZON". Fue además un batallador incansable del derecho, la justicia y la libertad. Las inquietudes nacionales y populares de Paraguay le ha tenido siempre como su interlocutor válido, sea desde la cátedra de la docencia, de la oratoria o de su brillante pluma. Sus convicciones, profundamente democráticas, le han valido la persecución y el ostracismo, sin amedrentarle jamás".
"El compañero Gaona tuvo una meritoria y dilatada actuación en las filas del sindicalismo Paraguayo, en 1936, acompañó la Revolución de Febrero y fue fundador de la Confederación General de Trabajadores en el gobierno del Coronel Rafael Franco, fue forjador del sindicalismo en el magisterio Paraguayo, habiendo sido él mismo Profesor Normal, militó hasta su muerte en las filas del partido revolucionario febrerista. Francisco Gaona, conoció los calabozos y el destierro por su insobornable solidaridad en la lucha por la justicia social y la libertad".
"Francisco Gaona se destacó como un genuino luchador político, que dio lustre a nuestro partido, un científico social y sindicalista revolucionario quien a través de toda su vida se distinguió por su consecuencia con sus ideales...y en su caracter de historiador del movimiento obrero, a quien defendió y concientizó a través de su trabajo intelectual".
"Francisco Gaona era querido y admirado por su condición varonil, por su cultura actuante, por su dación generosa a la causa del pueblo y como amigo y compañero. Estuvo siempre, sin declive, a favor de los obreros y en demanda de los oprimidos. Gaona era un dirigente social-político de vasta cultura, profesor normal graduado, estudioso del proceso histórico Paraguayo, escribió cesudas monografías, participó en varios congresos internacionales, viajó a Europa, pronunció innumeras conferencias y estuvo en el nacimiento y desarrollo de la Confederación de Trabajadores del Paraguay, de limpia y combativa ejecutoria en aquel tiempo. Muere joven todavía, desgastado por los graves trajines de la lucha, del destierro y la pobreza. Rindo por estas líneas mi emocionado homenaje al gran Paraguayo, que se dio por entero a los quehaceres superiores de su nación. Su recuerdo habrá de servir de tea encendida en el camino de la libertad y la democracia".
"La trayectoria de Don Francisco Gaona, ricas en aportes para la liberación de nuestro pueblo, tiene que encontrar respuestas en el seno de la juventud estudiosa Paraguaya".
"Gaona, sin lugar a dudas, es el fundador de la historia obrera y social en el Paraguay".
"Francisco Gaona: Notable líder sindical, investigador de temas sociales y escritor. Fruto de su experiencia de luchador y de su contracción a la investigación, son los...tomos escritos con el título de introducción a la historia gremial y social del paraguay, material bibliográfico indispensable para conocer los acontecimientos más importantes en el campo del sindicalismo y de las luchas sociales".
"Es don Francisco Gaona, ese admirable sindicalista paraguayo, quien inicia seriamente el intento de construir una visión de la historia paraguaya desde una perspectiva social".
"El trabajo que nos legó el incansable activista social, dirigente obrero y militante político, Francisco Gaona, fue majestuoso. El ahora conocido como Archivo Gaona, resguardado en las instalaciones del Centro de Documentación y Estudios (CDE), donde se pueden consultar libremente sus documentos, es una verdadera joya para el historiador social. Sin ese archivo, posiblemente gran parte de nuestra historia social y gremial se hubiera perdido. El paciente, cuidadoso y persistente trabajo de ir guardando durante casi 50 años, documentos, notas, periódicos, apuntes, nos muestra ese tipo de militancia, que desde hace décadas ha desaparecido del cotidiano político-social. Gaona, además de su cuidadoso archivo armado como un rompecabezas, tuvo su más destacada actuación en el campo sindical. Este activismo lo llevó a enfrentarse no solo con los distintos gobiernos, sino en numerosas ocasiones con los dirigentes sindicales de otras corrientes políticas y en especial con los traidores a la clase trabajadora".